# Ексцельсіор (хімічна зброя)
Ексе́льсіор, ексце́льсіор (лат. excelsior) — німецьке кодове позначення для 10-хлоро-9,10-акридарсину, що був створений у роки Другої світової війни як аналог адамситу і розглядався як потенційне поповнення у ряді отруйних речовин кашельної дії (стернітів).
За звичайних умов речовина є блідо-жовтимим кристалами. Її присутність у повітрі у концентрації 2 мг/м³ спричинює отруєння вже за 1 хвилину, а напівлетальна концентрація при вдиханні становить 8500 мг-хв/м³. Вона також є сильнодіючою при контакті зі шкірою, зокрема у 10 разів сильнішою за дифенілціаноарсин. Присутність у повітрі часточок пилу спричинює подразнення обличчя, губ, язика.